# Tansa (gmina)
Tansa – gmina w Rumunii, w okręgu Jassy. Obejmuje miejscowości Suhuleț i Tansa. W 2011 roku liczyła 2558 mieszkańców.